# 喬羅埃爾因迪奧國家公園
喬羅埃爾因迪奧國家公園是委內瑞拉的國家公園，位於該國西部，由塔奇拉州負責管轄，面積170平方公里，始建於1989年12月7日，最高點海拔高度約2,600米。

## 外部連結
- www.inparques.gob.ve（页面存档备份，存于）
- Inparques: Chorro el Indio（页面存档备份，存于）